# 克萊格·基斯維特
克萊格·基斯維特（英語：Craig Kieswetter；1987年11月28日—）是一位前英格蘭板球運動員。他也有蘇格蘭和南非血統。他曾經代表南非U19板球代表隊參賽。但成人之後他選擇代表英格蘭板球代表隊參賽。